# Arisaema meleagris
Arisaema meleagris är en kallaväxtart som beskrevs av Samuel Buchet. Arisaema meleagris ingår i släktet Arisaema och familjen kallaväxter. Inga underarter finns listade.